# Rozhrada
Rozhrada je cokoli, co rozděluje dva pozemky. Může to tedy být plot, zeď, brázda, mez, potok, stromová alej apod.
Právně byla rozhrada upravena už obecným zákoníkem občanským z roku 1811, podle jehož § 854 se všechny typy rozhrad pokládaly za spoluvlastnictví vlastníků sousedících pozemků, ledaže byl výslovně vyjádřen opak. Občanské zákoníky z let 1950 a 1964 takový právní institut neznaly (ačkoli podle judikatury dřívější právní vztahy přetrvaly) a tak se vrací až s novým občanským zákoníkem, kde je podrobně upravena v § 1024–1028. Podle této úpravy např. musí rozhradu každý z jejích spoluvlastníků udržovat v dobrém stavu, aby druhému nevznikla škoda nebo aby nehrozilo, že se hranice mezi pozemky stane neznatelnou. Pokud by pochybnost o hranici mezi pozemky už vznikla, může ji soud určit podle poslední pokojné držby, případně podle slušného uvážení.